# Pothyne septemlineata
Pothyne septemlineata är en skalbaggsart som beskrevs av Aurivillius 1924. Pothyne septemlineata ingår i släktet Pothyne och familjen långhorningar.
Artens utbredningsområde är Myanmar. Inga underarter finns listade i Catalogue of Life.